# Harvey (película)
Harvey (en España: El invisible Harvey) es una película de comedia dramática estadounidense de 1950, basada en la obra de teatro homónima de Mary Chase de 1944, dirigida por Henry Koster y protagonizada por James Stewart y Josephine Hull.

## Sinopsis
Elwood (James Stewart) es un joven afable, simpático y siempre dispuesto a ayudar a los demás. Su único problema es que va a todas partes acompañado por un imaginario conejo gigante al que llama Harvey. La familia de Elwood no sabe qué hacer y opta por llevarlo a un centro psiquiátrico.

## Reparto
- James Stewart: Elwood P. Dowd
- Josephine Hull: Veta Louise Simmons
- Peggy Dow: Mlle Kelly
- Charles Drake: El doctor Sanderson
- Cecil Kellaway: El doctor Chumley
- Victoria Horne: Myrtle Mae Simmons
- Jesse White: Wilson
- William H. Lynn: El juez Gaffney
- Wallace Ford: El taxista
- Nana Bryant: Sra. Hazel Chumley
- Grayce Mills: Sra. Ethel Chauvenet
- Clem Bevans: Mr. Herman Schimmelplusser
- Pat Flaherty (sin acreditar): Policía

## En torno a la película[2]
- El rodaje se desarrolló en Universal City, California.
- La obra de Mary Chase fue llevada de nuevo a la pantalla en 1972 con Harvey (telefilme en el que James Stewart y Jesse White retomarán sus papeles respectivos), en 1985 con Mein Freund Harvey y en 1998 con Harvey (con Leslie Nielsen al papel del doctor Chumley).
- Josephine Hull y Jesse White ya habían interpretado sus papeles respectivos en la obra interpretada en Broadway de 1944 a 1949. Además, James Stewart y Jesse White interpretaron de nuevo sus papeles respectivos en una recuperación de la obra en Broadway en 1970 .
- Harvey es la primera participación en un proyecto cinematográfico del actor Fess Parker, quien pone aquí su voz al chofer Leslie (papel que no sale en los créditos).
- El conejo gigante de la película es definido como un "Pooka" por el actor James Stewart, referencia a una criatura del folclore celta: Puck.
- En la serie de televisión Farscape, John Crichton llama Harvey el clon neuronal de Scorpius, que aparece al final de la segunda temporada, presente a lo largo de la tercera temporada y luego durante el comienzo de la cuarta, desapareciendo durante esta y reapareciendo hacia la finales de esa misma temporada.

## Premios y nominaciones

### Premios
- 1951: Óscar a la mejor actriz de reparto por Josephine Hull
- 1951: Globo de Oro a la mejor actriz de reparto por Josephine Hull

### Nominaciones
- 1951: Óscar al mejor actor por James Stewart
- 1951: Globo de Oro a la mejor película dramática
- 1951: Globo de Oro al mejor actor dramático por James Stewart
- 1951: Premio Hugo a la mejor película dramática